# Sekirei
Sekirei (セキレイ?  lit. Motacilla) es una serie japonesa de manga escrita e ilustrada por Sakurako Gokurakuin, cuyo nombre real es Ashika Sakura. El manga se publica en la revista Young Gangan, publicado por Square Enix desde junio de 2005, alcanzando hasta el momento 18 tomos. El anime fue adaptado y producido por Seven Arcs y dirigido por Keizo Kusakawa, emitiéndose 12 episodios, transmitidos en Japón desde julio hasta septiembre de 2008. la Segunda Temporada de Sekirei (versión anime), llamada Sekirei ~Pure Engagement~; ha sido transmitida en Japón desde el 4 de julio hasta el 26 de septiembre de 2010, esta segunda parte del anime fue dirigida por los mismos de la primera.

## Argumento
En el año 1999, una nueva isla desconocida aparece cercana a las costas de Japón emergiendo desde el fondo del océano. Dos estudiantes universitarios, Minaka Hiroto y Sahashi Takami, investigan la isla y allí encuentran una nave que dentro contiene seres que más tarde serían bautizados como Sekireis. Año 2020, han pasado 21 años y Sahashi Minato ha suspendido el examen de ingreso a la universidad por segunda vez, además no tiene mucha suerte con las mujeres y está desempleado. Es una persona inteligente, pero su falta de confianza en sí mismo lo lleva a continuos fracasos. Como resultado es tachado de idiota y, muchas veces, de perdedor, llegando al punto de llamarse a sí mismo un mediocre.
Un día, Minato sale de la estación del metro y una chica llamada Musubi le cae del cielo. Se entera de que ella es una Sekirei y él es su Ashikabi. Los ashikabis son personas con genes especiales que les permiten asociarse con las Sekireis, de modo que un Ashikabi puede amplificar el poder de su Sekirei. Existen un total de 108 Sekireis, que tienen poderes especiales sobre casi cualquier elemento, o tienen habilidades físicas o intelectuales más allá de las de los seres humanos comunes y corrientes. Las peleas entre Sekireis son muy peligrosas, y a veces mortales; todas ellas se encuentran inmersas en un evento llamado "Plan Sekirei": con toda la ciudad de Tokio como su campo de batalla, las Sekireis buscan a los seres humanos destinados a convertirse en sus Ashikabis. Aunque de cierto modo preocupado y desubicado en su nueva situación Minato rápidamente aprende que ser el Ashikabi de una bella chica no es solo diversión y juegos, sobre todo cuando descubre que un Ashikabi puede estar emparejado con más de un Sekirei, y es ahí donde los verdaderos problemas comienzan.

## Personajes

### Principales
Sahashi Minato (佐橋 皆人 Sahashi Minato?)
Seiyū: Shinnosuke Tachibana (drama CD, anime).
El protagonista principal. Es un chico de 19 años bastante inseguro de sí mismo que reprobo el examen de admisión de la universidad por segundo año consecutivo. Tiene seis Sekireis.
Musubi (結 Sekirei #88?)
Seiyū: Ayako Kawasumi (drama CD), Saori Hayami (anime)
Es la primera de las Sekireis de Minato. Tiene una personalidad alegre, e infantil siendo también algo ingenua. Se especializa en lucha cuerpo a cuerpo utilizando su fuerza.
Kusano (草野 Sekirei #108?)
Seiyū: Yukari Tamura (drama CD), Kana Hanazawa (anime)
Es la segunda de las Sekireis de Minato. Es la más joven de todas las sekireis. Es conocida como la ``chica verde´´ por otras sekireis. Tiene el poder de controlar las plantas.
Matsu (松 Sekirei #02?)
Seiyū: Yuki Matsuoka (drama CD), Aya Endō (Anime)
Es la tercera de las Sekireis de Minato. Matsu es muy inteligente pero bastante pervertida. Tiene la facultad de acceder y analizar cualquier dispositivo electrónico en un nivel telepático.
Tsukiumi (月海 Sekirei #09?)
Seiyū: Rie Tanaka (drama CD), Marina Inoue (anime)
Es la Cuarta de las Sekireis de Minato. Es muy agresiva y celosa de Minato siendo muy posesiva con él. Tiene la capacidad de controlar y manipular el agua.
Kazehana (風花 Sekirei #03?)
Seiyū: Yukana (anime)
Es la quinta de las Sekireis de Minato. Es bastante despreocupada, aunque se pone seria cuando la situación lo requiere. Ella tiene la capacidad para controlar y manipular el viento.
Homura (焔/篝 Sekirei #06?)
Seiyū: Hiromi Hirata (drama CD), Yuki Kaida (anime)
Es la Sexta de las Sekireis de Minato. Se encargaba de cuidar de las Sekireis que no tenían alas. Homura tiene la capacidad de controlar y manipular el fuego.
Asama Miya (浅間 美哉 Asama Miya?, Sekirei #01)
Seiyū: Sayaka Ohara (drama CD, anime)
Es la dueña de Izumo Inn, la posada donde viven Minato y sus Sekireis. Ella es también una sekirei y probablemente sea la más fuerte de todas. Suele ser bondadosa y le gusta ayudar a los que lo necesitan (tal y como lo hacía su esposo ya fallecido), no obstante, es también bastante estricta en cuanto a seguir las reglas por ella establecidas en Izumo Inn, además cuando se enoja aparece el rostro de una mujer demonio detrás de ella asustando a quienes tenga cerca en ese momento. Le gusta divertirse a costa de Minato y llamarlo pervertido cuando se encuentra en situaciones raras con sus Sekireis, también ayuda a Tsukiumi y a Musubi entrenándolas diariamente para volverlas más fuertes. Ella además es la famosa N.º 1 y hace un tiempo fue la líder de la primera generación del "Escuadrón Disciplinario" mostrando grandes habilidades con su espada con la que se ganó una reputación tan temible que ni siquiera los Ashikabis (por quienes es conocida como ``Hannya del Norte´´ o ``Demonio del Norte´´) y Sekireis más fuertes se atreven a atacar la posada Izumo. Ella al principio escondía su identidad Sekirei de los demás, sólo los otros miembros de la "primera generación" del escuadrón disciplinario y Homura conocían su verdadera identidad, ella reveló quién era en realidad en el capítulo 110, se escribió así misma diciendo que no era ni Sekirei ni humana.

## Mundo Sekirei

### El MBI
MBI es la abreviatura de Medio Bio Informática. Es la mayor empresa japonesa en el comercio, se podría decir que es el monopolio empresarial de la ciudad de Tokio, ya que todos los productos del mercado comercial en la ciudad son o han sido producidos por esta empresa. Con una tarjeta de socio o miembro del MBI puede adquirir cualquier cosa en la ciudad. Estas son las tarjetas que portan todos los Sekireis (el único lugar donde esta tarjeta no es válida es en la Izumo House); claro que también el MBI lo conforma la entidad militar que entró en acción en la fase 2 del plan Sekirei.

### El plan Sekirei
El plan Sekirei fue desarrollado por el presidente y fundador del MBI. Básicamente se compone de las 108 Sekirei que deben encontrar a sus Ashikabis y luchar entre sí, hasta que el último superviviente Sekirei, junto a su Ashikabi, lleguen a la cima.
El plan consta de 3 etapas: 
- La primera fase: permite que los Sekireis busquen a sus Ashikabis para luego luchar entre sí.
- La segunda fase: se activa cuando una gran cantidad de Sekireis obtuvieron alas; los límites de la ciudad están siendo vigilados por los militares del MBI que no les permiten salir de la ciudad a ningún Sekirei o Ashikabi hasta que termine el plan Sekirei.
- La tercera fase: está en marcha y ahora la ciudad está "dividida" en cuatro secciones, cada una dominada por uno o varios Ashikabis: la parte sur está dominada por Hayato Mikogami; la parte occidental está dominada por Nishi Sanada, la parte oriental está dominada por Higa Izumi;    La parte norte no tiene un Ashikabi dominante porque es la zona en la que se encuentra el Izumo House, habitada por el ``Hannya del Norte´´, o sea Miya, sin embargo Sahashi Minato es el más poderoso Ashikabi en la zona norte y es conocido como "El Ashikabi del Norte", por otros Ashikabis.

Así, en la tercera fase, los ashikabis son emparejados "aleatoriamente" y puestos en juegos para conseguir uno de los 8 jinkis, un extraño artefacto en forma de cono, el objetivo es conseguir al menos uno para pasar a la siguiente fase, se supone que el que consiga los ocho ganara el plan sekirei. los juegos utilizados van desde búsqueda hasta death match o último sekirei en pie, Minato de por sí ya tiene un jinki puesto que la sekirei 02 lo tenía de antemano, de esta manera hay solo 7 en juego, actualmente Minato consiguió un segundo jinki al ganar su juego.
Son por ahora las 3 etapas del plan conocidas.

### Sekirei
Existen 108 Sekireis liberadas en la ciudad de Shintou, con el fin de encontrar su Ashikabis. Ellas saben quiénes son, por la "conexión" emocional o mental que tienen con los Ashikabis. Cuando una sekirei encuentra a su Ashikabi, debe de activar su sello por medio de un beso y aparecer una marca Sekirei, generalmente en la espalda, bajo el cuello, como también una luz en forma de alas, por lo que se le suele denominar "Dar alas", el cual estabiliza su poder, y le permite luchar sin ningún riesgo a su cuerpo. Por medio de otro beso sumado a la oración (que cada Sekirei tiene) hace que este obtenga más poder y logre ejecutar una habilidad o técnica especial aún más poderosa que sus habilidades innatas (a esta habilidad se le llama Norito).
Las Sekireis sirven a un solo Ashikabi. En caso de que una Sekirei perdiera su marca, nunca más podrá estar al lado de su Ashikabi. El Sekirei puede perder su marca por tres razones:
- La oponente recita un hechizo mientras presiona la marca de su oponente.
- Quedar inconsciente o gravemente herida.
- Morir en batalla.

En cualquiera de estos casos, los empleados del MBI recogen el cuerpo de la sekirei sin marca y la llevan de vuelta a la sede de la empresa, a ser "reciclados" y sin posibilidad de retorno. Todos los gastos que los Sekireis tengan, son pagados por el MBI a través de una tarjeta de membresía.

### Ashikabi
Los Ashikabi son los dueños de las Sekireis y quienes les "dan alas" a través de un beso. Son gente común de cualquier sexo y edad y a diferencia de las Sekireis, un Ashikabi puede tener más de una Sekirei. No le está permitido revelar o dar conocimiento del Plan Sekirei a cualquier persona bajo la amenaza de represalias por parte del MBI. Un Ashikabi se hace más fuerte dependiendo del grado de conexión o sentimientos que tiene por sus Sekirei y del nivel de las Sekireis a las que les halla dado alas, a lo que también hace que una Sekirei sin alas tenga una especie de conexión con él (las Sekireis lo llaman "resonar con alguien"). Si un Ashikabi muere todas las Sekireis a las que les hubiese dado alas dejarían de funcionar.

### Escuadrón Disciplinario
Se trata de un pequeño grupo conformado por tres Sekireis de un nivel de poder superior al del resto. Está formado por: 
- Karasuba (Sekirei nº 04), conocida como "la Sekirei negra". (a nadie le cae bien)
- Haihane (Sekirei nº 104), conocida como "la Sekirei azul".
- Benitsubasa (Sekirei nº 105), conocida como "la Sekirei roja".

Se encargan de que ningún Sekirei o Ashikabi salga de la ciudad o rompa las reglas. También son conocidos como los "Perros del MBI". 
La "primera generación" del Escuadrón de Disciplina (también conocido como "Guardianes del Plan-S") fue inicialmente formada los cinco primeros Sekirei despertados (# 01 Miya como líder, # 02 Matsu, # 03 Kazehana, # 04 Karasuba y # 05 Mutsu) para la defensa de las personas fuera del "plan". 
Después de su disolución, se formó la "segunda generación" del Escuadrón de Disciplina (# 08 Yume como líder, Karasuba # 04) con los mismos objetivos. 
Después de la muerte de Yume, se formó la "tercera generación" del Escuadrón de Disciplina (# 04 Karasuba, #104 Haihane y #105 Benitsubasa), y se añadió la norma de no permitir que ningún Sekirei o Ashikabi se retire del  "plan Sekirei".

## Contenido de la obra

### Manga
El manga apareció por primera vez en junio de 2005, publicado por la editorial Square Enix, en la revista mensual seinen Young Gangan, y en ella continúa actualmente, recopilados hasta ahora en 16 volúmenes, con ciento sesenta y siete capítulos hasta la fecha. El primer tankōbon fue publicado el 25 de junio de 2005, y el undécimo tankōbon fue publicado el 25 de diciembre de 2010.

### Drama CD
El drama CD titulado originalmente "Sekirei Original Drama CD", fue lanzado el 25 de julio del 2007 por Frontier Works.[cita requerida]

### Anime
El anime consta de doce episodios. Es una adaptación producida por el estudio de animación Seven Arcs y dirigida por Keizō Kusakawa, emitido en Japón entre el 2 de julio y el 17 de septiembre del 2008. El anime está licenciado por Aniplex en Japón. El anime es fiel a la mayor parte de la historia del manga, que abarca hasta el capítulo 50 del manga (aunque en si en el final del anime aparecen más personajes de los que aparecen en el manga y es bastante diferente de este). El anime terminó con la palabra つづく (tsuzuku, "continuará") al pie de la pantalla, lo que sugiere que habrá una continuación. Dicha continuación fue emitida bajo el título de Sekirei ~Pure Engagement~ (El cual abarca hasta el capítulo 111 del manga) ,cuya emisión empezó a emitirse el 4 de julio del 2010. Además el último capítulo de esta segunda temporada terminó con el aviso de continuará por lo que se esperaba una tercera temporada en 2014. Aunque ya han pasado 10 años desde la emisión de la segunda temporada todavía no se ha anunciado la confirmación de la tercera temporada.
Se ha compilado la serie en un set de 6 DVD, iniciando la venta del primero el 22 de octubre de 2008 hasta el 25 de marzo de 2009, que salió el último a la venta. El volumen seis se complementó con un OVA. El episodio se llama "El primer encargo" (初メテノオツカイ Hajimete no Otsukai?), y trata de que Kusano participa en una carrera de compras con Musubi y Tsukiumi.

#### Banda sonora
El opening de Sekirei es el tema "Sekirei" (セキレイ?), y el ending es el tema "Dear sweet heart", los dos cantados por Saori Hayami (# 88 musubi), Marina Inoue (# 9 Tsukiumi), Kana Hanazawa (# 108 Kusano) y Aya Endō (# 2 Matsu). El tema de cierre utilizado a partir del episodio once es "Kimi o Omou Toki" (きみを想うとき?) por Hayami.